# Лејзи Ејкерс (Колорадо)
Лејзи Ејкерс (енгл. Lazy Acres) насељено је место без административног статуса у америчкој савезној држави Колорадо.

## Демографија
По попису из 2010. године број становника је 920.
| Група             | 2000.    | 2010.       |
| Белци             | 0 (0,0%) | 876 (95,2%) |
| Афроамериканци    | 0 (0,0%) | 3 (0,3%)    |
| Азијати           | 0 (0,0%) | 11 (1,2%)   |
| Хиспаноамериканци | 0 (0,0%) | 13 (1,4%)   |
| Укупно            | 0        | 920         |